# إريك ليمان
إريك ليمان (بالإنجليزية: Eric Leman)‏ مواليد 17 يوليو 1946 في بلجيكا، هو دراج بلجيكي سابق في صنف سباق الدراجات على الطريق.

## سجل النتائج

### سباقات أو مراحل فاز بها
- طواف فرنسا
- طواف إسبانيا

## روابط خارجية
- إريك ليمان على موقع أرشيف الدراجات (الإنجليزية)
- إريك ليمان على موقع إحصائيات الدراجات الإحترافية (الإنجليزية)
- إريك ليمان على موقع CycleBase (الإنجليزية)